# Philippe Fourastié
Pour les articles homonymes, voir Fourastié.
Philippe Fourastié, né le 14 janvier 1940 à Cabourg dans le Calvados et mort le 6 septembre 1982 à Tréguier dans les Côtes-du-Nord, est un réalisateur et un scénariste français.

## Biographie
Il apprend le métier en démarrant comme assistant. Il démarre avec Pierre Schoendoerffer sur La 317e Section (prix du meilleur scénario, Festival de Cannes 1965). Il retravaille avec lui sur Objectif 500 millions, où il rencontre l’acteur Bruno Cremer avec lequel il collaborera par la suite. Il assiste encore Claude Chabrol pour Marie-Chantal contre docteur Kha, Jean-Luc Godard pour Pierrot le fou et Jacques Rivette, sur un autre film interdit par la censure, Suzanne Simonin, la Religieuse de Diderot.
En 1966, il réalise son premier long-métrage : Un choix d'assassins, adaptation de William McGivern, l'auteur de Odds against tomorrow (adapté en 1959 par Robert Wise). Le film raconte l’histoire d’un dessinateur de bandes-dessinées partant à la dérive après la mort de sa femme, qui croise à Tanger trafiquants d'armes, beatniks et gangsters
La bande à Bonnot est le deuxième et dernier film de Philippe Fourastié, le plus connu. Il relate la vie et le destin tragique de Jules Bonnot, un anarchiste du début du siècle. Fourastié, assisté par Claude Miller, y dirige Bruno Cremer (dans le rôle de Bonnot), Jacques Brel et Annie Girardot. Le discours politique du film, jugé radical, entraîne une interdiction aux moins de 18 ans. Le film, sorti en 1968, est froid et dur. Cremer joue un Bonnot renfermé, déterminé et impitoyable. Fourastié refuse tout psychologisme et mêle non sans habileté la sympathie que lui inspire l'idéologie anarchiste avec la froide violence des actes. 
Fourastié développe ensuite divers projets de films, dont un avec Maurice Frot qui transpose la vie de Saint-François d'Assise à l'époque contemporaine, avec Léo Ferré dans le rôle principal. Ce dernier participe même à l'écriture de certaines scènes, mais le projet avorte, et Fourastié travaille ensuite pour la télévision. 
En 1972, il signe les six épisodes de la mini-série Mandrin, sur le célèbre brigand du XVIIIe siècle. Ce feuilleton historique est censé se dérouler dans le Dauphiné, qui connaît alors de violentes manifestations paysannes. L'ORTF, craignant que le tournage de cette révolte contre les excès de la fiscalité royale n'exacerbe plus encore les passions, déplace le tournage en Yougoslavie. Les responsables de la télévision française craignaient à priori qu'une analogie soit faite entre Mandrin et Gérard Nicoud, syndicaliste du CIDUNATI, à l'origine de mouvements de protestations et de  manifestations. Ce lieu de tournage a aussi des avantages. Outre la possibilité de filmer des paysages de campagnes préservés de la modernité, l'armée yougoslave fournit à cette production une importante figuration. La distribution comprend notamment Pierre Fabre dans le rôle principal du brigand bien-aimé, François Dyrek, dans le rôle de Manot la Jeunesse, Jean Martin, Armand Mestral,  Malka Ribowska et la chanteuse populaire Monique Morelli, qui interprète la fidèle Carline et chante également quelques complaintes commentant l'action,.
Fourastié meurt d'une tumeur au cerveau le 6 septembre 1982 à Tréguier dans les Côtes-du-Nord, à 42 ans.

## Filmographie
Réalisateur et scénariste
- 1966 : Un choix d'assassins.
- 1968 : La Bande à Bonnot, scénaristes : Jean Pierre Beaurenaut, Pierre Fabre et Rémo Forlani.
- 1972 : Mandrin, série télévisée en 6 épisodes de 55 min.

Assistant-réalisateur
- 1962 : Ballade pour un voyou de Jean-Claude Bonnardot
- 1964 : La difficulté d'être infidèle de Bernard Toublanc-Michel
- 1965 : La 317e Section de Pierre Schoendoerffer
- 1965 : Marie-Chantal contre docteur Kha de Claude Chabrol
- 1965 : Pierrot le fou de Jean-Luc Godard
- 1966 : Objectif 500 millions de Pierre Schoendoerffer
- 1966 : La Religieuse de Jacques Rivette
- 1968 : Les Gauloises bleues de Michel Cournot
- 1968 : Tante Zita de Robert Enrico